# Grand Prix Nizozemska 2023
Grand Prix Nizozemska 2023 (oficiálně Formula 1 Heineken Dutch Grand Prix 2023) se jela na okruhu Circuit Zandvoort v Zandvoortu v Nizozemsku dne 27. srpna 2023. Závod byl třináctým v pořadí v sezóně 2023 šampionátu Formule 1. Jednalo se o první závod ve formuli 1 pro Liama Lawsona, který nahradil Daniela Ricciarda v monopostu týmu AlphaTauri.

## Kvalifikace
Kvalifikace se uskutečnila 26. srpna 2023 v 15:00 místního času (UTC+2).
| Poř.                        | Č. | Jezdec           | Konstruktér                  | Časy v kvalifikaci | Časy v kvalifikaci | Časy v kvalifikaci | Pořadí na startu |
| Poř.                        | Č. | Jezdec           | Konstruktér                  | Q1                 | Q2                 | Q3                 | Pořadí na startu |
| --------------------------- | -- | ---------------- | ---------------------------- | ------------------ | ------------------ | ------------------ | ---------------- |
| 1                           | 1  | Max Verstappen   | Red Bull Racing-Honda RBPT   | 1:20.965           | 1:18.856           | 1:10.567           | 1                |
| 2                           | 4  | Lando Norris     | McLaren-Mercedes             | 1:21.276           | 1:19.769           | 1:11.104           | 2                |
| 3                           | 63 | George Russell   | Mercedes                     | 1:21.345           | 1:19.620           | 1:11.294           | 3                |
| 4                           | 23 | Alexander Albon  | Williams-Mercedes            | 1:20.939           | 1:19.399           | 1:11.419           | 4                |
| 5                           | 14 | Fernando Alonso  | Aston Martin Aramco-Mercedes | 1:21.840           | 1:19.429           | 1:11.506           | 5                |
| 6                           | 55 | Carlos Sainz Jr. | Ferrari                      | 1:21.321           | 1:19.929           | 1:11.754           | 6                |
| 7                           | 11 | Sergio Pérez     | Red Bull Racing-Honda RBPT   | 1:21.972           | 1:19.856           | 1:11.880           | 7                |
| 8                           | 81 | Oscar Piastri    | McLaren-Mercedes             | 1:21.231           | 1:19.392           | 1:11.938           | 8                |
| 9                           | 16 | Charles Leclerc  | Ferrari                      | 1:22.019           | 1:19.600           | 1:12.665           | 9                |
| 10                          | 2  | Logan Sargeant   | Williams-Mercedes            | 1:22.036           | 1:20.067           | 1:16.748           | 10               |
| 11                          | 18 | Lance Stroll     | Aston Martin Aramco-Mercedes | 1:21.570           | 1:20.121           |                    | 11               |
| 12                          | 10 | Pierre Gasly     | Alpine-Renault               | 1:21.735           | 1:20.128           |                    | 12               |
| 13                          | 44 | Lewis Hamilton   | Mercedes                     | 1:21.919           | 1:20.151           |                    | 13               |
| 14                          | 22 | Júki Cunoda      | AlphaTauri-Honda RBPT        | 1:21.781           | 1:20.230           |                    | 17               |
| 15                          | 27 | Nico Hülkenberg  | Haas-Ferrari                 | 1:21.891           | 1:20.250           |                    | 14               |
| 16                          | 24 | Čou Kuan-jü      | Alfa Romeo-Ferrari           | 1:22.067           |                    |                    | 15               |
| 17                          | 31 | Esteban Ocon     | Alpine-Renault               | 1:22.110           |                    |                    | 16               |
| 18                          | 20 | Kevin Magnussen  | Haas-Ferrari                 | 1:22.192           |                    |                    | PL               |
| 19                          | 77 | Valtteri Bottas  | Alfa Romeo-Ferrari           | 1:22.260           |                    |                    | 18               |
| 20                          | 40 | Liam Lawson      | AlphaTauri-Honda RBPT        | 1:23.420           |                    |                    | 19               |
| 107 % času vítěze: 1:26.604 |    |                  |                              |                    |                    |                    |                  |
| Zdroj:                      |    |                  |                              |                    |                    |                    |                  |

Poznámky
1. ↑  Júki Cunoda obdržel penalizaci 3 míst na startu za zdržení Lewise Hamiltona v Q2.
2. ↑  Kevin Magnussen se kvalifikoval jako 18., ale kvůli nasazení dalších komponentů motoru musel odstartovat z konce startovního pole. Také obdržel penalizaci 10 míst za novou převodovku. Nakonec musel odstartovat z pit lane, jelikož nové komponenty byly nasazeny během parc fermé.

## Závod
Závod se uskutečnil 27. srpna 2023 v 15:00 místního času (UTC+2).
| Poř.                                                                                    | No. | Jezdec           | Konstruktér                  | Počet kol | Čas/Odstoupení | Start | Body |
| --------------------------------------------------------------------------------------- | --- | ---------------- | ---------------------------- | --------- | -------------- | ----- | ---- |
| 1                                                                                       | 1   | Max Verstappen   | Red Bull Racing-Honda RBPT   | 72        | 2:24:04.411    | 1     | 25   |
| 2                                                                                       | 14  | Fernando Alonso  | Aston Martin Aramco-Mercedes | 72        | +3.744         | 5     | 19   |
| 3                                                                                       | 10  | Pierre Gasly     | Alpine-Renault               | 72        | +7.058         | 12    | 15   |
| 4                                                                                       | 11  | Sergio Pérez     | Red Bull Racing-Honda RBPT   | 72        | +10.068        | 7     | 12   |
| 5                                                                                       | 55  | Carlos Sainz Jr. | Ferrari                      | 72        | +12.541        | 6     | 10   |
| 6                                                                                       | 44  | Lewis Hamilton   | Mercedes                     | 72        | +13.209        | 13    | 8    |
| 7                                                                                       | 4   | Lando Norris     | McLaren-Mercedes             | 72        | +13.232        | 2     | 6    |
| 8                                                                                       | 23  | Alexander Albon  | Williams-Mercedes            | 72        | +15.155        | 4     | 4    |
| 9                                                                                       | 81  | Oscar Piastri    | McLaren-Mercedes             | 72        | +16.580        | 8     | 2    |
| 10                                                                                      | 31  | Esteban Ocon     | Alpine-Renault               | 72        | +18.346        | 16    | 1    |
| 11                                                                                      | 18  | Lance Stroll     | Aston Martin Aramco-Mercedes | 72        | +20.087        | 11    |      |
| 12                                                                                      | 27  | Nico Hülkenberg  | Haas-Ferrari                 | 72        | +20.840        | 14    |      |
| 13                                                                                      | 40  | Liam Lawson      | AlphaTauri-Honda RBPT        | 72        | +26.147        | 19    |      |
| 14                                                                                      | 77  | Valtteri Bottas  | Alfa Romeo-Ferrari           | 72        | +27.388        | 18    |      |
| 15                                                                                      | 22  | Júki Cunoda      | AlphaTauri-Honda RBPT        | 72        | +29.893        | 17    |      |
| 16                                                                                      | 20  | Kevin Magnussen  | Haas-Ferrari                 | 72        | +31.410        | PL    |      |
| 17                                                                                      | 63  | George Russell   | Mercedes                     | 72        | +55.754        | 3     |      |
| Ret                                                                                     | 24  | Čou Kuan-jü      | Alfa Romeo-Ferrari           | 62        | Nehoda         | 15    |      |
| Ret                                                                                     | 16  | Charles Leclerc  | Ferrari                      | 41        | Podlaha        | 9     |      |
| Ret                                                                                     | 2   | Logan Sargeant   | Williams-Mercedes            | 14        | Nehoda         | 10    |      |
| Nejrychlejší kolo: Fernando Alonso (Aston Martin Aramco-Mercedes) – 1:13.837 (56. kolo) |     |                  |                              |           |                |       |      |
| Zdroj:                                                                                  |     |                  |                              |           |                |       |      |

Poznámky
1. ↑  Včetně bodu za nejrychlejší kolo.
2. ↑  Sergio Pérez skončil 3., obdržel ale penalizaci 5 sekund za překročení maximální povolené rychlosti v pit lane.
3. ↑  Júki Cunoda skončil 13., obdržel ale penalizaci 5 sekund za způsobešní nehody s Georgem Russellem.
4. ↑  Kevin Magnussen skončil 15., po závodě ale obdržel penalizaci 5 sekund, jelikož nedodržel povinnou vzdálenost za safety carem.

## Průběžné pořadí po závodě
|        | Pořadí | Jezdec           | Body |
| ------ | ------ | ---------------- | ---- |
|        | 1      | Max Verstappen   | 339  |
|        | 2      | Sergio Pérez     | 201  |
|        | 3      | Fernando Alonso  | 168  |
|        | 4      | Lewis Hamilton   | 156  |
| 2      | 5      | Carlos Sainz Jr. | 102  |
| Zdroj: |        |                  |      |

|        | Pořadí | Konstruktér                  | Body |
| ------ | ------ | ---------------------------- | ---- |
|        | 1      | Red Bull Racing-Honda RBPT   | 540  |
|        | 2      | Mercedes                     | 255  |
|        | 3      | Aston Martin Aramco-Mercedes | 215  |
|        | 4      | Ferrari                      | 201  |
|        | 5      | McLaren-Mercedes             | 111  |
| Zdroj: |        |                              |      |